# Gornja Greda
Gornja Greda is een plaats in de gemeente Brckovljani in de Kroatische provincie Zagreb. De plaats telt 586 inwoners (2001).